# Пиратский интернационал
«Пиратский интернационал» (Интернационал пиратских партий, англ. Pirate Parties International — PPI) является главной организацией международного движения пиратских партий. Был основан в 2006 году, зарегистрирован в Бельгии в октябре 2009 года как неправительственная организация (NGO). Первой из пиратских партий была Пиратская партия Швеции (Swedish Piratpartiet), основанная 1 января 2006 года.
PPI поддерживает и координирует создание национальных пиратских партий. Также служит для внутренней связи, управляет международными форумами и списками адресатов. После того, как прежний лидер интернационала Эндрю Нортон (Andrew Norton), бывший председателем американской и членом руководства британской партии, отошёл от дел, сопредседателями PPI стали Самир Аллиуи (Samir Allioui) и Джерри Вейер (Jerry Weyer).

## Международное движение пиратских партий
Основная цель пиратских партий всего мира — реформирование законодательства в областях авторского права и патентов. Как правило на повестке дня пиратских партий стоит укрепление прав на частную жизнь, как в Интернете, так и в повседневной жизни, а также «прозрачность» госаппарата. В Европе они предпочитают выступать единым независимым блоком в традиционном лево-правом направлении, чтобы добиваться своих целей вместе с основными партиями.
Вдохновлённые шведской инициативой, пиратские партии были основаны приблизительно в 33 странах. Они сотрудничают посредством PPI.
В июне 2007 года члены пиратских партий всего мира встретились в Вене для обсуждения будущего движения. Конференция была названа «Next Step Politics!? Pirates to Brussels in 2009!?» (Политика следующего шага!? Пираты в Брюсселе 2009!?) Встреча была организована Венской академией искусств и группами активистов, таких как monochrom и Преобразование свободы (transforming freedom).
Второй пиратской партией, участвовавшей в государственных выборах, стала Пиратская партия Германии. В 2008 году на выборах в Гессене она набрала 0,3 % голосов, а в 2009 году — 0,5 %.
В 2009 году на конференции сформированного «Интернационала пиратских партий» в городе Упсала (Швеция) европейские пиратские партии договорились об общих целях для участия в выборах в Европейский парламент. Главными вопросами, поднятыми в Уппсальской декларации, стали:
- реформа авторского права,
- освобождение некоммерческой деятельности от законодательного регулирования,
- запрещение DRM технологии,
- реформа патентного права,
- укрепление гражданских прав,
- прозрачное государственное управление,
- быстрое и справедливое судебное разбирательство и свобода слова,
- расширение права на анонимность в процессе коммуникации.

В 2009 году на выборах в Европейский парламент Пиратская партия Швеции получила 7,13 % голосов и одно место в Европейском парламенте (два места после ратификации Лиссабонского соглашения). Первыми евродепутатами от шведской пиратской партии стали Кристиан Энгстрём и Амелия Андерсдоттер.
В 2009 году на выборах в Европейский парламент Пиратская партия Германии получила 0,9 % голосов.
В июне 2009 года, немецкий социал-демократ Йорг Таусс (Jörg Tauss) покинул свою партию и предложил свои услуги Пиратской партии Германии, обеспечив тем самым пиратской партии Германии место в немецком парламенте.
30 августа 2009 года Пиратская партия Германии набрала 1,9 % голосов на выборах в Саксонии. В этот же день партия участвовала в выборах в местные органы власти Мюнстера и Ахена, получив в обоих случаях по одному месту в муниципалитете.

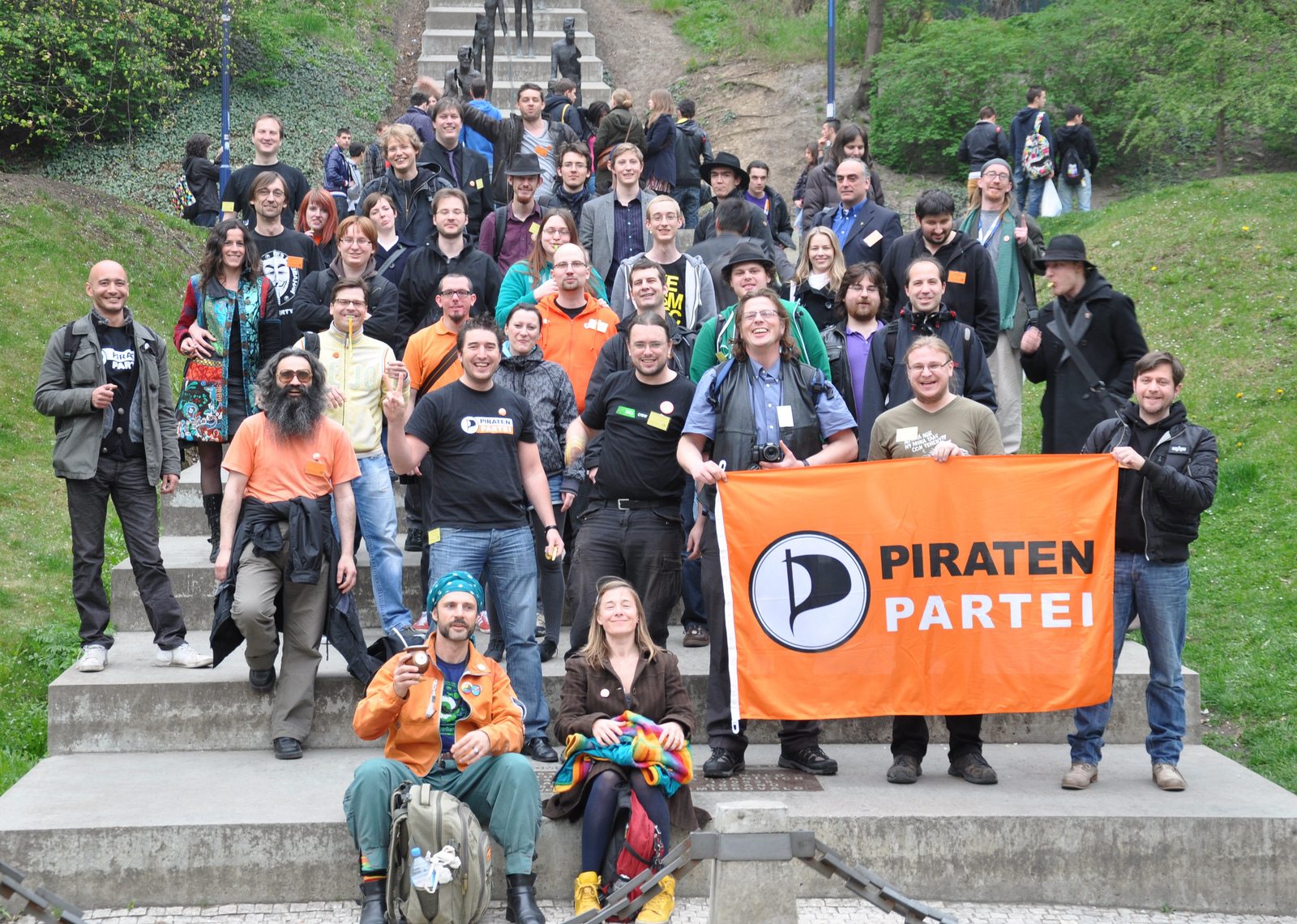
Участники Пражской конференции Пиратского интернационала 2012 года

27 сентября 2009 года Пиратская партия Германии получила 2 % голосов на федеральных выборах. В результате партия стала крупнейшей группой, не вошедшей в парламент.
В ходе «Арабской весны» Тунисская пиратская партия приняла участие в Революции 2010—2011 годов, после чего её член — блогер Слим Амаму — на короткое время вошёл во временное правительство, заняв пост секретаря по делам молодёжи и спорта. Таким образом, он стал первым в мире «пиратом» в правительстве, но собственная партия исключила его за это из своих рядов, и он вошёл в конкурирующую Пиратскую партию Туниса.
18 сентября 2011 года Пиратская партия Германии получила 8,9 % голосов избирателей на берлинских выборах, что позволило ей пройти в городской парламент Берлина.
На конференции Пиратского интернационала в Праге в 2012 году европейские пиратские партии приняли решение принять участие в выборах в Европейский парламент 2014 года с общей программой и учредить общеевропейскую политическую партию. В продолжение Пражской декларации были проведены конференции в Потсдаме и Барселоне для разработки структуры и документов новой региональной организации. Конференция интернационала в следующем, 2013, году прошла в Казани.
Пиратская партия Исландии на своих первых парламентских выборах 2013 года вошла в парламент с 5,1% голосов.
Однако как раз одни из сильнейших пиратских партий в мире на тот момент — исландская и шведская — покинули ряды интернационала в апреле и мае 2015 года соответственно. Также из него вышли австралийская с британской (в феврале 2015 года), бельгийская (в марте 2015 года) и канадская (в июле 2016 года) партии.
Из партий-текущих членов Интернационала примечательны электоральные успехи Чешской пиратской партии, которая впервые сумела пройти в Сенат Чехии в 2012 году, а на парламентских выборах 2017 года получила почти 10,8 % голосов и провела третью по численности фракцию в Палату депутатов. В 2018 году в национальный парламент были избраны и представители Пиратской партии Люксембурга.

## Съезды Пиратского Интернационала
- 29 марта 2015 года прошёл (онлайн) 1 съезд Пиратского Интернационала, участвовали 16 партий[3].

## Генеральная Ассамблея Пиратского Интернационала
- 4-5 июля 2015 года в Варшаве, Польша[3].

## Члены Интернационала
Официально зарегистрированы:

Пиратские партии мира:
Заняты выборные посты
Официально зарегистрированная партия
Активная, но незарегистрированная партия
Нет пиратской партии

Партии Пиратского интернационала:
Полноправные члены
Наблюдатели
Покинули ряды интернационала

- Австрия: Piratenpartei Österreichs
- Болгария: Пиратска Партия[4]
- Чехия: Česká pirátská strana[5][6]
- Дания: Piratpartiet[7][8]
- Финляндия: Piraattipuolue[9][10]
- Франция: Parti Pirate[11]
- Германия: Piratenpartei Deutschland[12]
- Люксембург: Piratepartei Lëtzebuerg[13]
- Нидерланды: Piratenpartij Nederland[14]
- Польша: Partia Piratów[15]
- Испания: Partido Pirata[16]
- Швеция: Piratpartiet
- Тунис: Hizb al-Qarāṣina / Parti pirate
- Великобритания: Pirate Party UK[17]
- Швейцария: Piratenpartei Schweiz[18][19][20][21]
- США: United States Pirate Party[22]

- Греция: Κόμμα Πειρατών Ελλάδας

Активны, но не зарегистрированы:
- Аргентина: Partido Pirata Argentino[23]
- Австралия: Pirate Party Australia[24]
- Беларусь: Пиратский центр Беларуси[25]
- Бельгия: Pirate Party Belgium[26]
- Бразилия: Partido Pirata do Brasil[27]
- Канада: Pirate Party of Canada / Parti Pirate du Canada[28][29]
- Чили: Partido Pirata de Chile[30]
- Кипр: Cyprus Pirate Party Cyprus[31]
- Эстония: Eesti Piraadipartei[32][33]
- Ирландия: Pirate Party Ireland / Páirtí Foghlaithe na hÉireann[34]
- Италия: Partito Pirata Italiano[35]
- Казахстан: Пиратская партия Казахстана[36]
- Литва: Piratų Partija[37]
- Мексика: Partido Pirata Mexicano[38]
- Новая Зеландия: Pirate Party of New Zealand[39]
- Португалия: Partido Pirata Português[40]
- Румыния: Partidul Piraților[41]
- Россия: Пиратская партия России[42]
- Сербия: Piratska Partija Srbije[43]
- Словакия: Slovenská pirátska strana[44]
- Словения: Piratska stranka Slovenije[45][46][47][48]
- Турция: Korsan Partisi[49]
- Уругвай: Partido Pirata en Uruguay[50]
- Украина: Піратська партія України[51]

Также обсуждается (главным образом в PPI) формирование пиратских партий в Боснии и Герцеговине, Колумбии, Венесуэле и запрос на формирование партии в Перу. В Венгрии партия LMP («Политика бывает другой») сотрудничает с kalozpart.org, как неполитической организацией. В Чили Пиратская партия вошла в левую коалицию «Широкий фронт», прошедшую в парламент. В Греции местная Пиратская партия выступала на европейских выборах совместно с «Экологическими зелёными» и левой коалицией «Народное единство».